# Plaza La Reina
Plaza La Reina es una plaza de 9700 m² ubicada en la comuna de La Reina, Santiago de Chile.
Se encuentra en la llamada Reina Alta, rodeada al poniente por la Avenida Valenzuela Llanos, al Oriente por la calle Leonardo Murialdo, al norte por la Avenida Onofre Jarpa y al sur por la Avenida Carlos Silva Vildósola. Las casas colindantes son de un estrato socioeconómico alto.
A pocos metros de la plaza se encuentra la Parroquia San José Patrono de la Iglesia, un supermercado (donde funcionó hasta el 31 de diciembre de 2006 la discoteca Las Brujas) y un colegio.